# Bestuur en staatsinrichting van de Volksrepubliek China
In dit artikel wordt de staatsinrichting van de Volksrepubliek China beschreven.

## Staatsinrichting
In 1982 is de grondwet van de Volksrepubliek herzien en zijn de beginselen opgesteld voor de staatsinrichting zoals die er vandaag de dag is. De grondwet van 1982 was het begin van de scheiding tussen het ‘oude’ en ‘nieuwe’ Communistische China. Het begrip ‘klassenstrijd’ verdween definitief uit het politieke en juridische jargon. Er werd vanaf toen gesproken over de ‘democratische dictatuur van het proletariaat’. In 1993 werd het bestuursprincipe veranderd naar een ‘systeem van meerpartijensamenwerking en politieke consultatie onder leiding van de Chinese Communistische Partij (CCP)’. In de praktijk heeft de Volksrepubliek echter nog geen partijenstelsel, aangezien het oprichten van een andere partij nog steeds als een ‘contrarevolutionair’ misdrijf wordt gezien. Dit blijkt ook uit het feit dat de secretaris-generaal van de CCP gezien wordt als de man met de meeste politieke macht, in plaats van de premier van China.

### Centrale staatsinrichting
Bovenaan de ingewikkelde piramide van de bestuursinrichting van de CCP staan de secretaris-generaal en het zeven-koppig Permanent Comité van het Politbureau. Zij heersen over China. Het Nationaal Volkscongres telt ongeveer 3000 leden. De leden worden voor vijf jaar gekozen en komen slechts een keer per jaar bij elkaar. De leden worden gekozen door de provincies, de autonome gebieden, de stadsgewesten onder centraal gezag en de strijdkrachten. Dit congres wordt doorgaans gezien als een soort van ‘applauscomité’. Het heeft wel bepaalde bevoegdheden zoals het beslissingsrecht over kwesties van oorlog en vrede, maar het wordt meestal geacht zijn goedkeuring te verlenen aan het beleid van de regering.
De meest ruime bevoegdheden worden uitgeoefend door een permanent comité. Ongeveer 150 leden uit het congres hebben een zetel in dit permanent comité. Zij hebben ook de macht om onjuiste besluiten van provinciale besturen, autonome gebieden etc. te wijzigen of in zijn geheel in te trekken. Ook beslissen zij over de benoeming en ontslagen van de leden van de Staatsraad (het kabinet).
De Staatsraad bestaat uit de minister-president, de vicepremier, de ministers en de ministers die aan het hoofd van enkele commissies staan. De Staatsraad is het belangrijkste uitvoerend bestuursorgaan en is eigenlijk ook het uitvoerend orgaan voor het congres en het permanent comité.
Ondanks dat het plaatje wat hierboven geschetst is het idee geeft van een sterke staat, is China dat allerminst. Het staatsgezag wordt voortdurend ondermijnd door het decentrale gezag. De centrale staatsorganen slagen er vaak niet in om nationale regels doorgevoerd te krijgen naar het decentrale niveau. Misschien niet zo vreemd als men kijkt naar de oppervlakte van China. Veel instanties en zelfs grote industriële bedrijven bepalen hun eigen lokale regels. Daardoor ontstaat dus een tegenstrijdige wetgeving, en een onduidelijk verschil tussen lokale regels en nationale wetgeving.

### Decentrale staatsinrichting
Er zijn drie verschillende soorten plaatselijke volkscongressen die staatsmacht op decentraal niveau regelen. In afdalende volgorde zijn dit 1. de provincies en stadsgewesten onder rechtstreeks centraal gezag; 2. prefecturen, steden en districten; 3. ‘townships’ en kleinere steden. Het bovengenoemde probleem ontstaat al door het feit dat hun bevoegdheden niet duidelijk zijn weergegeven in de grondwet. De daadwerkelijke plaatselijke uitvoerende macht ligt bij de revolutionaire comités. De leden hiervan worden benoemd door de plaatselijke volkscongressen en kunnen door hen ook afgezet worden. De volkscongressen en hun revolutionaire comités zorgen voor de uitvoering van wetten in hun gebied, beslissen over plaatselijke economische plannen en begrotingen, handhaven de orde en waarborgen de rechten van de burgers.
Er is ook een aparte regeling in de grondwet voor autonome gebieden. Deze gebieden zijn in beginsel hetzelfde ingericht als de plaatselijke bestuursorganen, met een Volkscongres en revolutionaire comités, daarnaast hebben zij echter ook het recht tot zelfbestuur. Er zijn 5 autonome gebieden; Binnen-Mongolië (Nei Monggol), Guangxi Zhuang, Ningxia Hui, Tibet (Xizang) en Xinjiang Uygur. Verwar het zelfbestuur echter niet met een regering. De autonome gebieden zijn onafscheidbaar van China, en ook zij hebben een verantwoording af te leggen aan het bestuur op centraal niveau.